# Mount Demaria
Mount Demaria (französisch Sommet Demaria) ist ein 635 m (nach Angaben des UK Antarctic Place-Names Committee 640 m) hoher Berg mit markanten Flanken an der Graham-Küste des Grahamlands im Norden der Antarktischen Halbinsel. Er ragt unmittelbar südlich des Kap Tuxen auf.
Teilnehmer der Belgica-Expedition (1897–1899) unter der Leitung des belgischen Polarforschers Adrien de Gerlache de Gomery waren vermutlich die ersten, die diesen Berg sichteten. Teilnehmer der Vierten Französischen Antarktisexpedition (1903–1905) unter der Leitung des Polarforschers Jean-Baptiste Charcot kartierten ihn. Charcot benannte ihn nach den Brüdern Jules (1865–1950) und Paul Demaria, welche einen Anastigmat entwickelt hatten, der in der fotografischen Ausrüstung der Forschungsreise zum Einsatz kam. Das Advisory Committee on Antarctic Names übertrug 1950 die französische Benennung ins Englische.